# Övre Holm
Övre Holm är en stadsdel i Motala, Motala kommun, Östergötland. Området domineras av villabebyggelse. Den forna järnvägen till Linköping drog fram genom den norra delen av området. Rälsen och banvallen är bevarad.